# 小篠塚城
小篠塚城（こしのづかじょう）は、千葉県佐倉市小篠塚にあった日本の城。

## 歴史
小篠塚城は、千葉氏に関連の深い城と考えられているが、築城年代など詳細は不明である。平安時代から鎌倉時代の初めには、印東氏の領地であり、その後は千葉宗家直臣の平河氏、宍倉氏が所領を有していた。
現地案内板によると、文明3年（1471）には、古河を追われた古河公方足利成氏が千葉氏を頼り当地に動座し、2年間滞在したとされる。一方、成氏は小篠塚城には入っていないとの説もある。
文亀2年（1502年）から永正元年（1504年）までの間には、成氏の跡を継いで2代古河公方となった政氏とその子である高基が小篠塚城に動座した。その理由は定かではないが、政氏と千葉孝胤の関係悪化が原因ともされている。

## 構造
保存状態がよく、列郭式ともいうべき4つの郭からなる。西方の郭が本丸である。北方の大きな郭は、北から東へかけて土塁をめぐらし、その下に空堀を掘り、堀の北に帯郭を置いている。郭の配置は、基調としては古いが、16世紀中期に改造されたもので、戦国盛期の築城の特徴を感じさせるものである。

## アクセス
- 京成・JR佐倉駅よりちばグリーンバス　小篠塚下車　徒歩20分
- JR総武本線　物井駅下車　徒歩37分